# Bali Mumba
Bali Mumba, né le 8 octobre 2001 à South Shields, est un footballeur anglais qui évolue au poste d'arrière droit au Plymouth Argyle.

## Biographie

### Carrière en club
Formé à Sunderland, Mumba y fait ses débuts professionnels le 6 mai 2018 lors d'un match de la dernière journée de la saison 2017-2018 de championship contre les Wolverhampton Wanderers, remplaçant à la 87e minute le capitaine John O'Shea, qui lui remet alors le brassard de capitaine,. Le 2 novembre 2018, il signe son premier contrat professionnel avec le club. En mars 2020 il est prêté au club amateur de South Shields, où il marque dès son deuxième match, une victoire à domicile contre le FC United of Manchester. Il joue en tout 3 matchs pour 2 buts lors de cette saison au terme précoce, subissant l'arrivée du covid-19. 
Le 27 juillet 2020, il rejoint Norwich City pour un contrat de quatre ans. Le jeune défenseur anglais fait ses débuts avec Norwich City le 5 septembre 2020, lors d'un match d'EFL Cup contre Luton Town, remporté 3-1 par ces derniers.

### Carrière en sélection
Mumba a représenté l'Angleterre avec toutes les équipes de jeunes des moins de 16 aux moins de 19 ans.

## Palmarès
| Norwich City - Championnat d'Angleterre D2 (1) - Champion : 2020-21. Plymouth Argyle - EFL Trophy - Finaliste en 2023 - Football League One - Vainqueur en 2022-23 |

### Distinction individuelle
- Membre de l'équipe type de League One (troisième division) en 2023[10]